# Puncticorpus cribratum
Puncticorpus cribratum – gatunek muchówki z rodziny Sphaeroceridae i podrodziny Limosininae.
Gatunek ten opisany został w 1918 roku przez Josepha Villeneuve de Jantiego jako Limosina cribrata.
Muchówka o ciele długości około 1,5 mm. Tułów jej cechuje się nagą tarczką ze szczecinkami tylko wzdłuż tylnego brzegu. Skrzydła są nieco skrócone i mają szczecinki na pierwszym sektorze żyłki kostalnej co najwyżej dwukrotnie dłuższe niż na drugim jej sektorze. Środkowa para odnóży ma pierwszy człon stopy pozbawiony długiej szczecinki na spodzie. Tylna para odnóży nie ma przedwierzchołkowych szczecinek po spodniej stronie goleni. Powierzchnia szerokiego i spłaszczonego odwłoka jest grubo punktowana.
Owad znany z Andory, Wielkiej Brytanii, Francji, Belgii, Holandii, Niemiec, Danii, Szwecji, Szwajcarii, Włoch, Polski, Czech, Słowacji, Węgier, Słowenii, Rumunii i Grecji.